# Physaria cordiformis
Physaria cordiformis är en korsblommig växtart som beskrevs av Reed Clark Rollins. Physaria cordiformis ingår i släktet Physaria och familjen korsblommiga växter. Inga underarter finns listade i Catalogue of Life.